# ディスペンパックジャパン
株式会社ディスペンパックジャパンは、神奈川県南足柄市に本社を置く包装メーカー。
小分け包装容器「パキッテ」（PAKITTE）の製造を行う。株式はキユーピーが51 %、三菱商事が10 %、三菱商事パッケージングが39 %を保有している。

## 沿革
- 1986年（昭和61年）10月1日 - キユーピー、三菱商事、三菱商事パッケージングの合弁事業として創業[2][3]。キユーピー仙川工場内に設立される。
- 1989年（平成元年）- ディスペンパックを考案[3]。
- 2000年（平成12年）
  - 1月 - ISO 9001の認証を取得。
  - 4月 - 資本金を1億4000万円に増資。
- 2003年（平成15年）6月 - 納豆用容器としてグッドパッケージング賞を受賞。
- 2011年（平成23年）3月 - 仙川工場を閉鎖、富士吉田工場に集約[4]。
- 2019年（令和元年）9月 - ディスペンパックの名称を「パキッテ」に変更[5]。

## 事業所
本社・南足柄工場
神奈川県南足柄市和田河原字向河原1255
渋谷事務所
東京都渋谷区渋谷1-4-11
富士吉田工場
山梨県富士吉田市新屋1660-1

### かつて存在した事業所
仙川工場
東京都調布市仙川町2-5
2011年3月閉鎖。跡地に建設された仙川キユーポートは、公式ホームページにおいて本社所在地として紹介されている。

## パキッテ

### 概要
- 1983年にアメリカ合衆国のサンフォード・レッドモンド社によって考案された「ディスペンサーパック」（disepenSRpak）の[2][7]、日本における独占実施権を取得した三菱商事らが設立したディスペンパックジャパン社によって、二液タイプが「ディスペンパック」として1989年に考案された（実用新案）[2]。
- 上ぶたに極薄の切れ目と突起をつくり、これを軸に片手で容器を二つに折れば中身が搾り出せる。混ざり合って出るわけではなく別々に出てくる。

### 種類
- シングルタイプ（中身が一種類）
通常型とシングルH型がある。
- ツインタイプ（中身が二種類）
対称型 (1:1) と非対称型 (1:2) とF型 (2:8) がある。

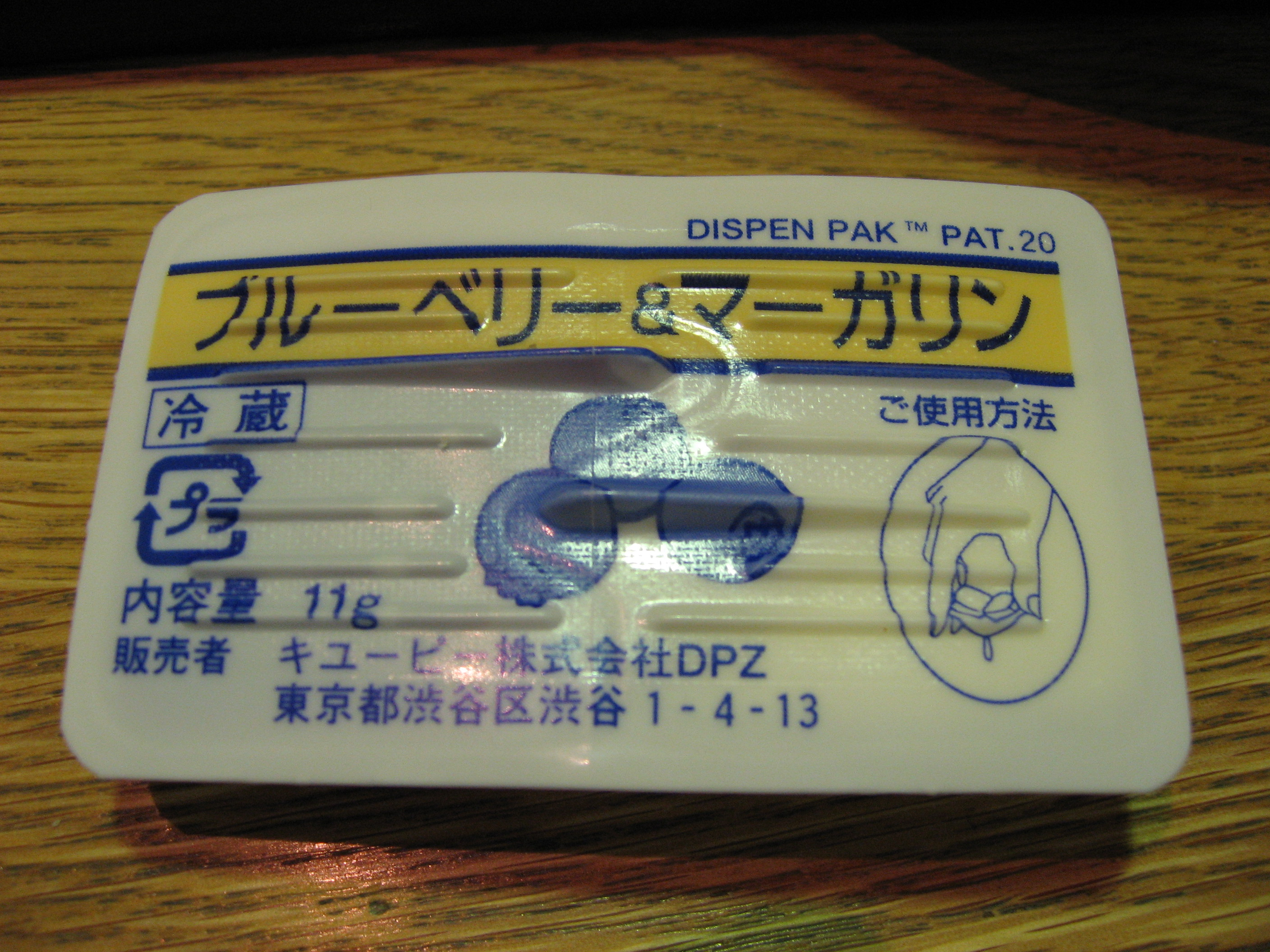
ツインタイプ
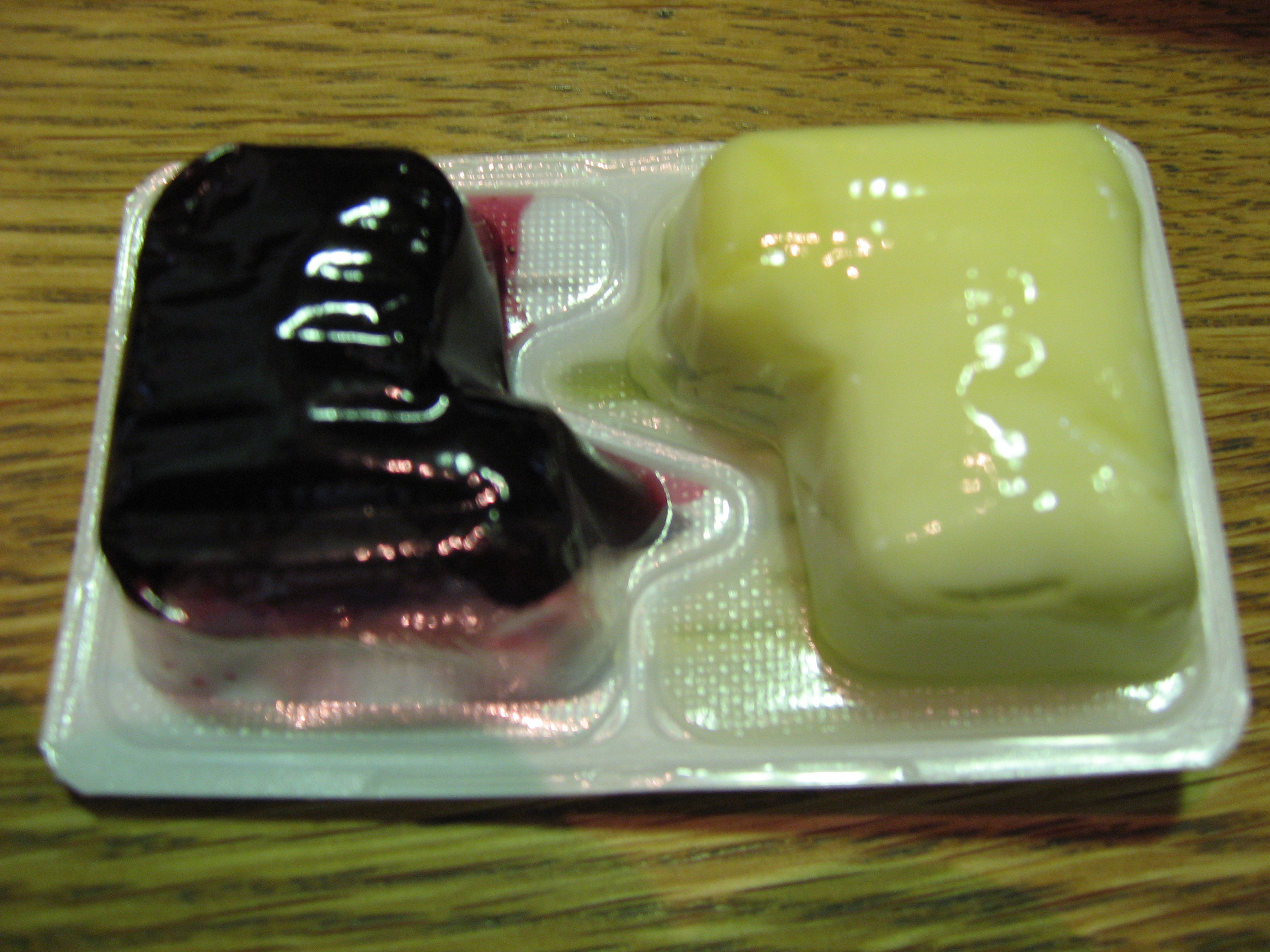
裏面（ツインタイプ・対称型）
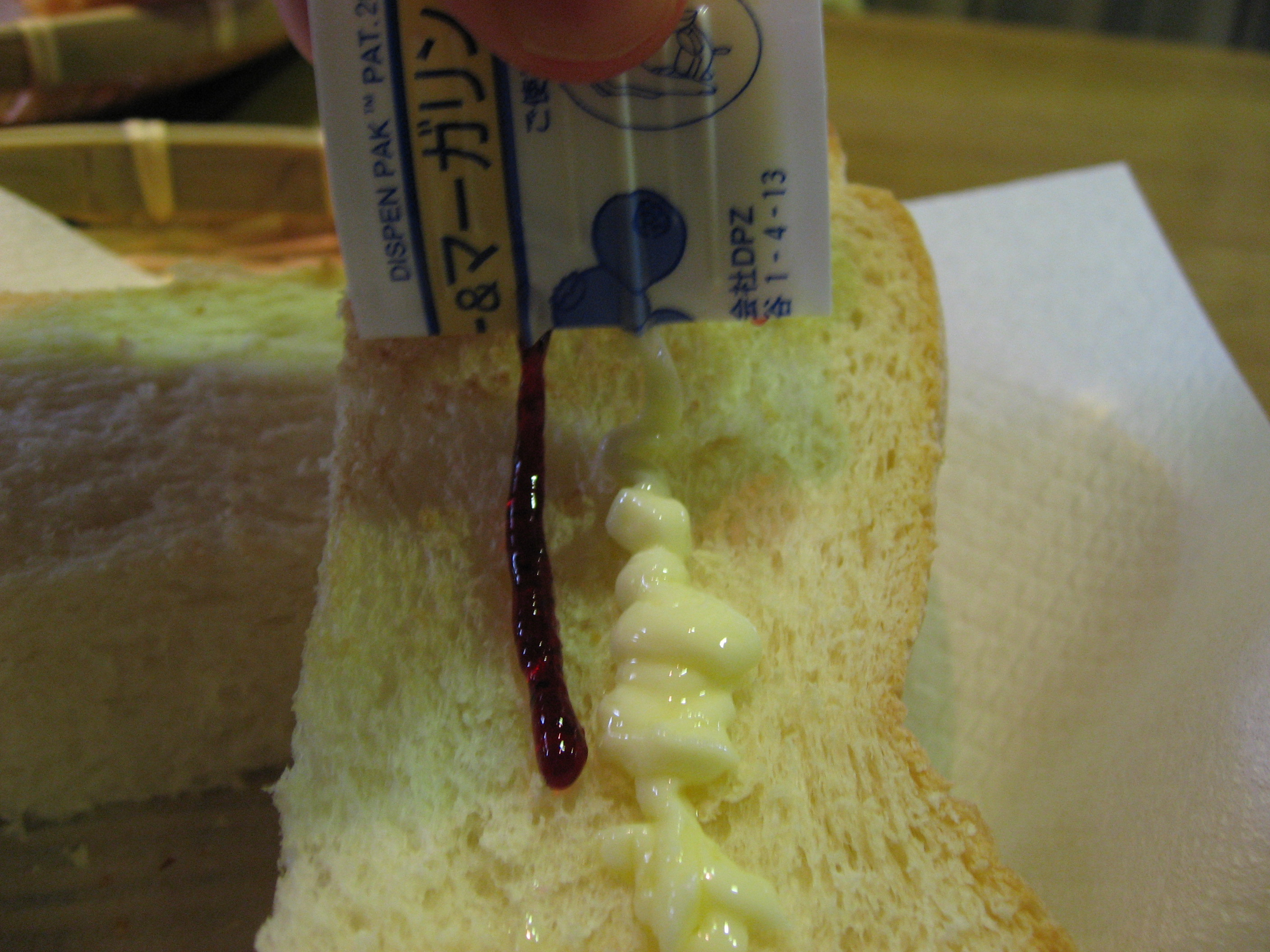
使用例（ツインタイプ）